# Adèle de Batz de Trenquelléon
Adèle de Batz de Trenquelléon, en religion Marie de la Conception (Feugarolles, 10 juin 1789 - Agen, 10 janvier 1828), est une religieuse française, fondatrice des Filles de Marie Immaculée et reconnue bienheureuse par l'Église catholique.

## Biographie

### Première enfance

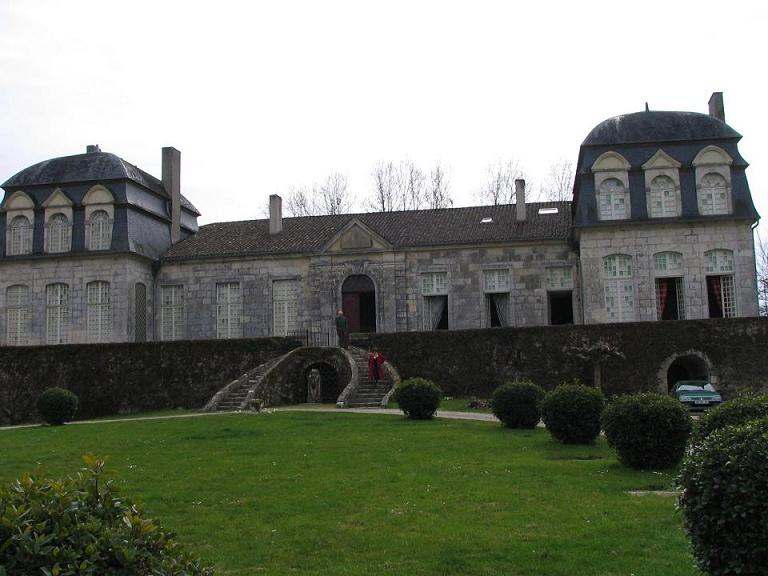
Chateau familial où nait Adèle.

Adèle naît le 10 juin 1789 à Feugarolles, au château de Trenquelléon (Lot-et-Garonne) et est baptisée à l'église paroissiale. Elle est la fille aînée du baron Charles de Batz de Trenquelléon (1754-1815) et de son épouse, née Marie-Ursule de Peyronnencq de Saint-Chamarand (1763-1846), d'une famille très ancienne du Rouergue, descendante, du côté maternel, de Robert de France, comte de Clermont, fils du roi saint Louis. À sa naissance, son père est lieutenant au régiment des Gardes françaises, dissout le 1er septembre 1789 pour avoir combattu aux côtés de la population de Paris.
En novembre 1791, le baron s'exile pour prendre part, aux côtés du prince de Condé, aux combats destinés à rétablir la monarchie en France. L'échec de la tentative l'obligera à rester à l'étranger et il ne pourra retrouver sa famille qu'en 1798 et ne retournera en France qu'en 1801.
Cette situation affecte directement le reste de sa famille qui est inquiétée plusieurs fois. En septembre 1797, Mme de Trenquelléon doit s'exiler à son tour avec ses deux enfants. Ils partent pour l'Espagne, à Tolosa, puis s'installent finalement à Bragance, au Portugal, au printemps de 1798. C'est là que les rejoint le père d'Adèle, en juillet de la même année.

### Fin de l'exil
L'assouplissement des lois françaises envers les émigrés permet à la famille de se rapprocher de la France et de s'établir, pour un temps, à Saint-Sébastien, en septembre 1800. C'est là qu'Adèle vivra l'expérience inoubliable de sa première communion, le 6 janvier 1801, à l'église Santa María. La dévotion envers l'Eucharistie restera toute sa vie un élément fort de sa spiritualité, cherchant toujours à se préparer attentivement à ce sacrement et à mettre en pratique les grâces reçues à cette occasion. Dans sa correspondance, elle mentionne toujours comme un grand événement les occasions qu'elle a de communier, cette possibilité étant accordée avec une certaine parcimonie à son époque. C'est en cette période que s'exprime pour la première fois sa vocation ; elle fait part de son désir d'être carmélite.

### Retour à Feugarolles et confirmation
En novembre 1801, la famille est de retour au château de Trenquelléon et réorganise sa vie. Le 6 février 1803, des mains de Mgr Jacoupy, nouvel évêque d'Agen, elle reçoit le sacrement de confirmation qui va marquer profondément sa vie. Elle indiquera plus d'une fois l'anniversaire de cet événement dans sa correspondance. Elle décide alors de fonder, avec une amie de confirmation, une association chrétienne, la Petite société. C'est un groupe d'émulation qui voudrait stimuler la ferveur chrétienne de ses membres et en faire de vraies missionnaires. Commencée en 1804, l'association s'accroît rapidement autour d'Agen, à Villeneuve d'Agen, Condom, Villeneuve-de-Marsan, Saint-Sever, Monflanquin ; certains prêtres s'associent, l'un d'entre eux, l'abbé Jean Larribeau, curé de Lompian près de Puch-d'Agenais en devient le directeur et Adèle le choisira aussi comme directeur spirituel.
L'unité et la ferveur du groupe s'entretiennent essentiellement par le moyen de lettres hebdomadaires que la responsable envoie et auxquelles les membres réagissent. C'est ce qui explique l'abondance des lettres d'Adèle qui ont pu être conservées : sept-cent-trente-sept sont parvenues jusqu'à nous.  
En 1808, le contact s'établit entre cette Petite société, qui compte déjà soixante membres, et la Congrégation de l'Immaculée, mouvement laïc fondé par le Père Chaminade en 1801 à Bordeaux. Les similitudes existant entre les deux mouvements apparaissent tout de suite aux deux fondateurs et une union est décidée. Cela va donner un élan nouveau aux deux groupes qui échangeront des nouvelles et des pratiques. Entre 1808 et 1814, à cause de l'imprudence politique d'un de ses membres, la congrégation de Bordeaux est supprimée par le gouvernement et c'est celle d'Agen qui continue seule, jusqu'à la reprise de 1814.

### La fondation religieuse
C'est au cours de cette période de veille que commence à croître le désir chez Adèle et plusieurs de ses amies de former une communauté religieuse, c'est le « cher projet » qui va prendre forme peu à peu ; indépendamment, un désir similaire se manifeste à Bordeaux. Le projet va s'organiser autour d'Adèle et avec l'aide de l'abbé Larribeau, mais, à partir de 1814 surtout, c'est avec l'assistance du Père Chaminade que la fondation prendra sa forme définitive. À Agen, le 25 mai 1816, avec cinq autres jeunes filles, elle fonde l'Institut des Filles de Marie qui sera désigné par la suite comme Filles de Marie Immaculée et, communément, sous le nom de sœurs marianistes ; elle prend en religion le nom de « Mère Marie de la Conception ». Dans les premières années de la fondation, elles essaimeront à Tonneins, Condom, Bordeaux et Arbois.

### Hosanna au Fils de David

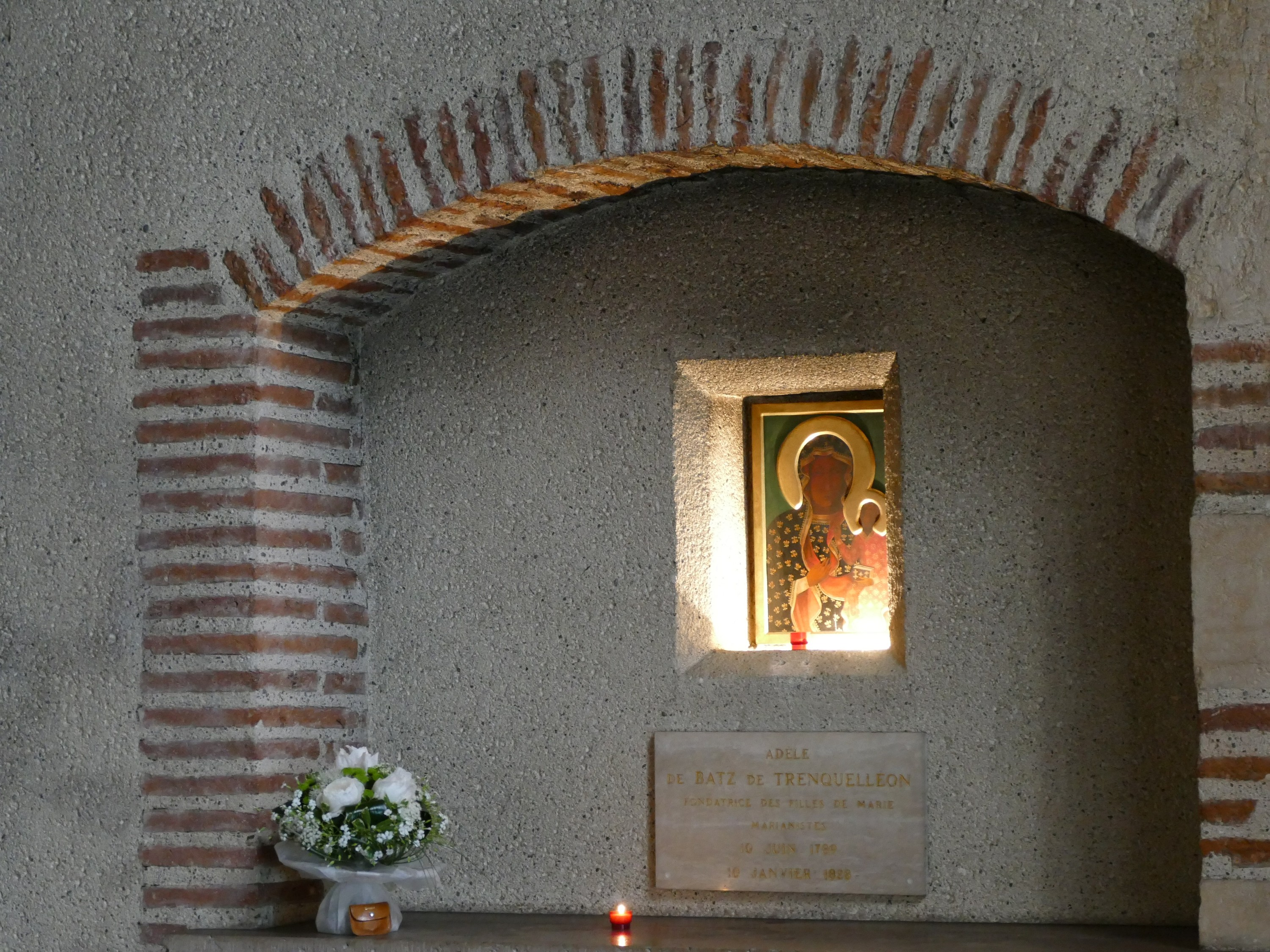
Plaque commémorative à l'église Sainte-Foy.

Très affaiblie par l'intensité de son travail et après plusieurs années de grande faiblesse, la Mère Marie de la Conception meurt de la tuberculose le 10 janvier 1828 au couvent d'Agen. Ses derniers mots sont un cri d'espérance et de foi en Dieu : « Hosanna au Fils de David ! ». Ses funérailles ont lieu dès le lendemain. L'une de ses plus proches collaboratrices, la Mère Saint Vincent de Labastide lui succède à la tête de la congrégation ; ce qui a été semé par sa vie et son témoignage continuera à se développer.
La fondatrice est inhumée dans le cimetière du couvent des Filles de Marie à Agen. En 2018, à la suite de sa béatification, sa dépouille a été exhumée et placée dans un reliquaire, qui est exposé à la vénération des fidèles dans la Cathédrale Saint-Caprais d'Agen.

## Vénération

### Témoignages
La vénération dont Mère Marie de la Conception était entourée durant sa vie ne fait que s'accentuer après sa mort. Sa propre mère écrit : « Ce sera une protectrice zélée ; elle l'était tant sur la terre ! ».  Mère Saint Vincent Labastide, qui lui succède à la tête de la congrégation comme Supérieure générale, témoigne : « Marie, notre auguste Mère, en a fait en peu de temps, une règle vivante ; son exemple nous animait, nous fortifiait dans le chemin de la régularité, de la générosité ». Sainte Émilie de Rodat, qui avait été une amie personnelle de la défunte, pouvait dire, elle aussi : « Rien de plus propre à nous animer que l'exemple des Saints ; ainsi, ma chère sœur, en priant pour le repos de l'âme de cette bonne Mère, nous pouvons, si je ne me trompe, la prendre pour protectrice auprès de Dieu, qu'elle a le bonheur de posséder ».

### Béatification
Le procès canonique en vue de la béatification de la fondatrice est ouvert dans le diocèse d'Agen en 1965. L'héroïcité des vertus est proclamée le 5 juin 1986. Le 4 mai 2017, le pape François approuve la promulgation, par la Congrégation pour la cause des saints, du décret reconnaissant un miracle obtenu par l'intercession de la vénérable Adèle. Ce décret ouvre la voie vers la béatification de la Mère Marie de la Conception. La célébration a lieu le dimanche 10 juin 2018 à Agen. À la suite de la cérémonie l'Institution Sainte-Foy d'Agen prit le nom d'institution Adèle de Trenquelléon.

## Pour approfondir